# High-Energy-Fuels
Unter dem Namen High-Energy-Fuel (abk: HEF) entwickelte die US Air Force in den 1950ern Treibstoffe für Strahl- und Raketentriebwerke aller Art, die einen höheren Energiegehalt haben als die auf Kohlenwasserstoffen basierenden Treibstoffe, wie z. B. JP-4. Die US Navy betrieb seit 1952 ihr eigenes Projekt unter dem Namen ZIP.

## Grundlagen
Flugzeug- und Raketentreibstoffe sollten bei normalen Temperaturen flüssig sein und möglichst wenig Volumen je Masseeinheit besitzen.
Kohlenstoff liefert einen Heizwert von 32,8 MJ/kg, wohingegen Wasserstoff eine Reaktionsenergie mit Sauerstoff von 120 MJ/kg hat. Kohlenwasserstoffe setzen darum wegen des geringen Heizwerts des enthaltenen Kohlenstoffs wesentlich weniger Reaktionsenergie pro Masseneinheit frei als Wasserstoff. Jedoch ist Wasserstoff erst im Temperaturbereich zwischen −253 °C und −259 °C flüssig und seine Dichte ist selbst dann noch gering. Unverzweigte Kohlenwasserstoffe (n-Alkane) sind jedoch bei Kettenlängen von 5 bis 16 Kohlenstoffatomen bei 20 °C flüssig und haben eine relativ hohe Dichte. 
Deshalb hätte eine HEF-Wasserstoffverbindung, die anstelle von Kohlenstoff ein Element mit hoher Reaktionsenergie enthält, eine höhere Reaktionsenergie als Kohlenwasserstoffe. Die höchste Reaktionsenergie nach Wasserstoff haben Borane mit 60,4 MJ/kg. Jedoch sind Borwasserstoffverbindungen selbst nicht geeignet, da sie sich, mit gewisser Wahrscheinlichkeit, an der Luft selbst entzünden.
Die Lösung war daher die Verwendung von Alkylboranen aus Bor, Wasserstoff und Kohlenstoff. Der neue Treibstoff auf Borbasis sollte die Reichweite bei der Verwendung im Nachbrenner um 16 % und bei der Verwendung im ganzen Triebwerk um 30 % steigern.

## Entwicklung
Wegen der zu JP-4 fast identischen Dichte und Volumen entwickelte man fünf verschiedene Alkylborane. Diese wurden als HEF-X durchnummeriert. Jede Nummer stand für ein Alkylboran. HEF-1 für Ethyldiboran, HEF-2 für Propylpentaboran, HEF-3 für Ethyldecaboran, HEF-4 für Methyldecaboran und HEF-5 für Ethylacetylenedecaboran.

## Eigenschaften
HEF-3 besaß eine Reaktionsenergie von 58,1 MJ/kg und HEF-4 sogar eine von 60,4 MJ/kg. Wohingegen der damalige Standardtreibstoff der U.S. Air Force, JP-4 nur einen Heizwert von 41,8 MJ/kg aufweist. Alle Alkylborane sind jedoch sehr giftig. Z. B. übertrifft HEF-3 die Giftigkeit von Zyanid um das Zehnfache. Einige der Verbrennungsprodukte sind im Triebwerk teilweise flüssig und fest. Das Verbrennungsprodukt Bortrioxid lagert sich wegen seines hohen Schmelzpunktes leicht an Triebwerksteilen ab. Daneben kann das wegen seines noch höheren Schmelzpunktes feste Verbrennungsprodukt Borcarbid das Triebwerk beschädigen. Die Verbrennung von HEF erzeugt in Nachbrennern außerdem unübersehbaren schwarzen Rauch. Das Verbrennungsprodukt Bortrioxid ist ebenfalls giftig. ZIP Fuel verbrennt mit grüner Flamme.

## Ende
1959 wurde das HEF Programm eingestellt. Die North American XB-70, die HEF Treibstoff (HEF-3) im Nachbrenner und später HEF-4 im ganzen Triebwerk verwenden sollte, nutzte deshalb das inzwischen entwickelte neue Kerosin JP-6, das energiereicher als JP-4 war. Mit einem weiteren Tank konnte sie fast die geplante Reichweite erreichen. Die Staustrahltriebwerke der Bomarc hätten auch auf HEF umgestellt werden sollen; daneben gab es noch weitere Flugzeuge, die High-Energy-Fuels nutzen sollten. Einige davon kamen nicht über das Projekt- oder Planungsstadium hinaus.